# Viola trinervata
Viola trinervata là một loài thực vật có hoa trong họ Hoa tím. Loài này được (Howell) Howell ex A. Gray miêu tả khoa học đầu tiên năm 1886.

## Hình ảnh

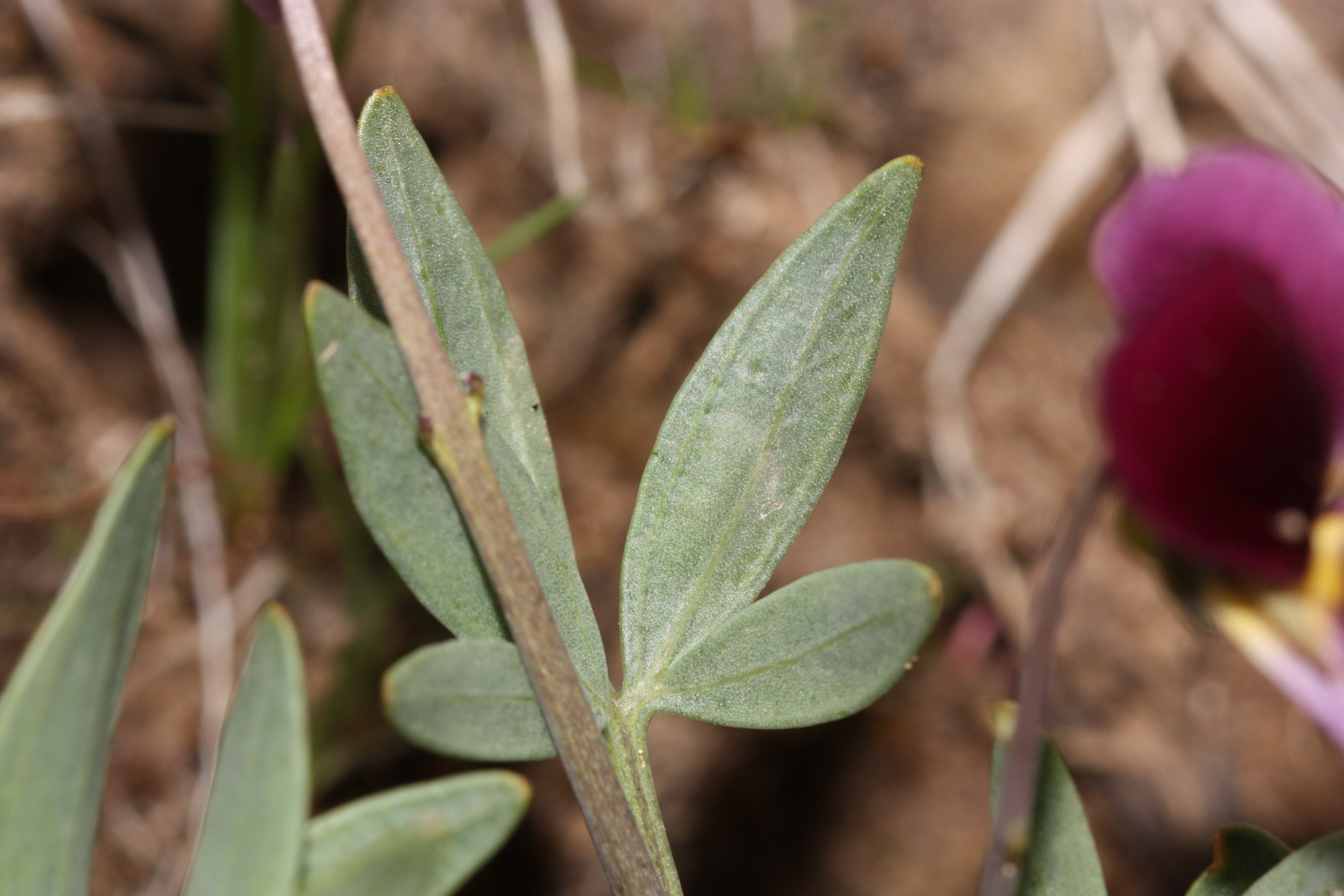
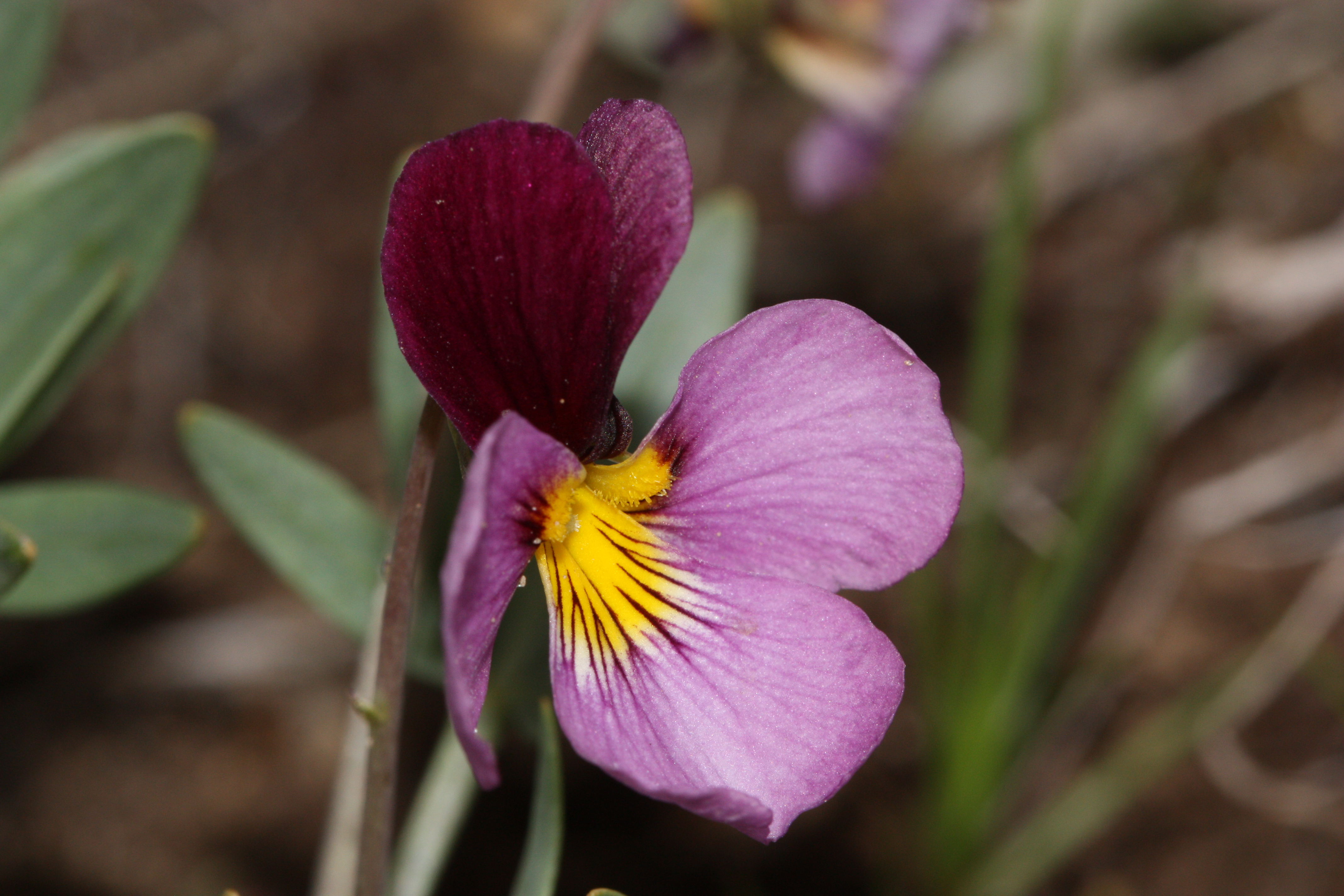
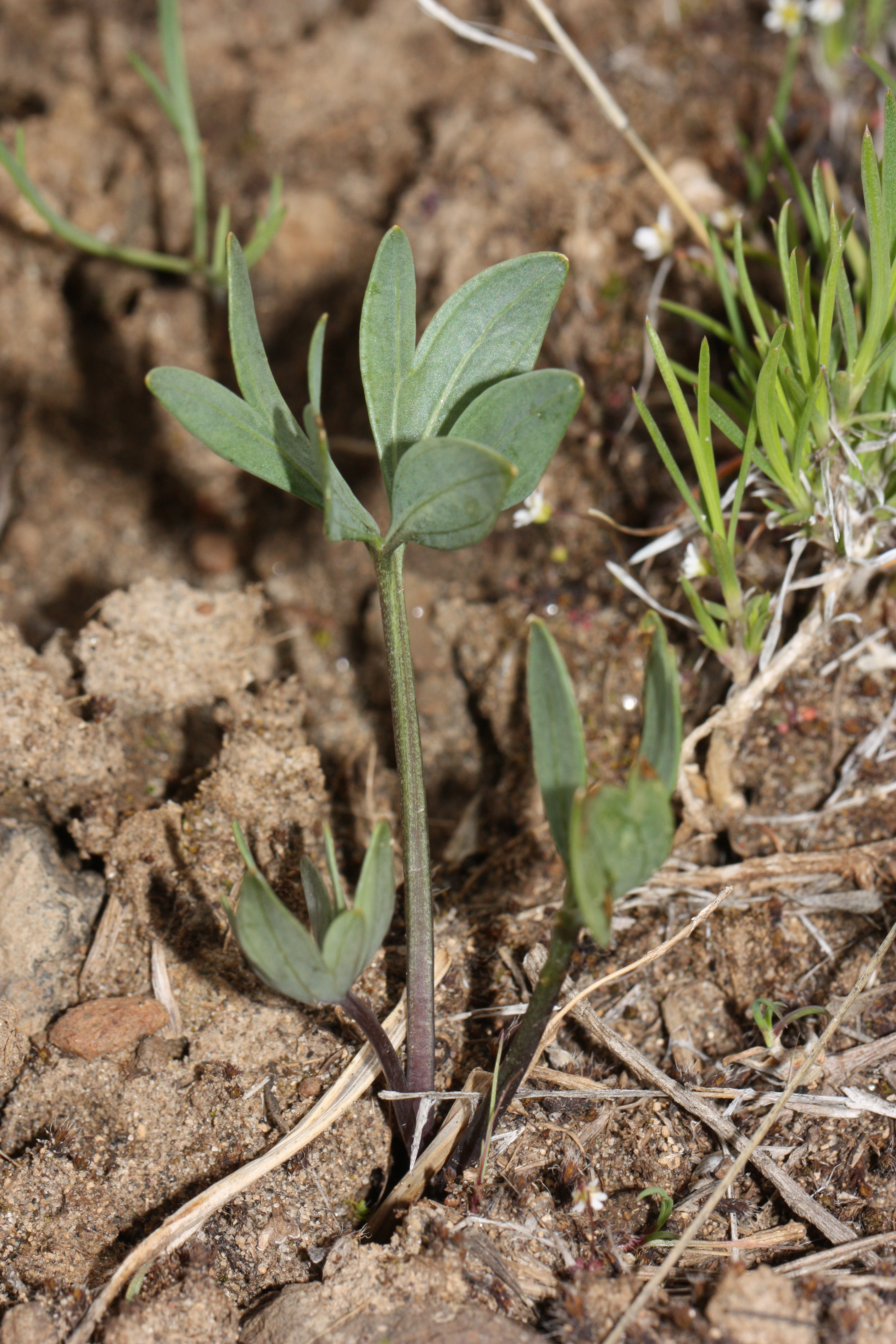
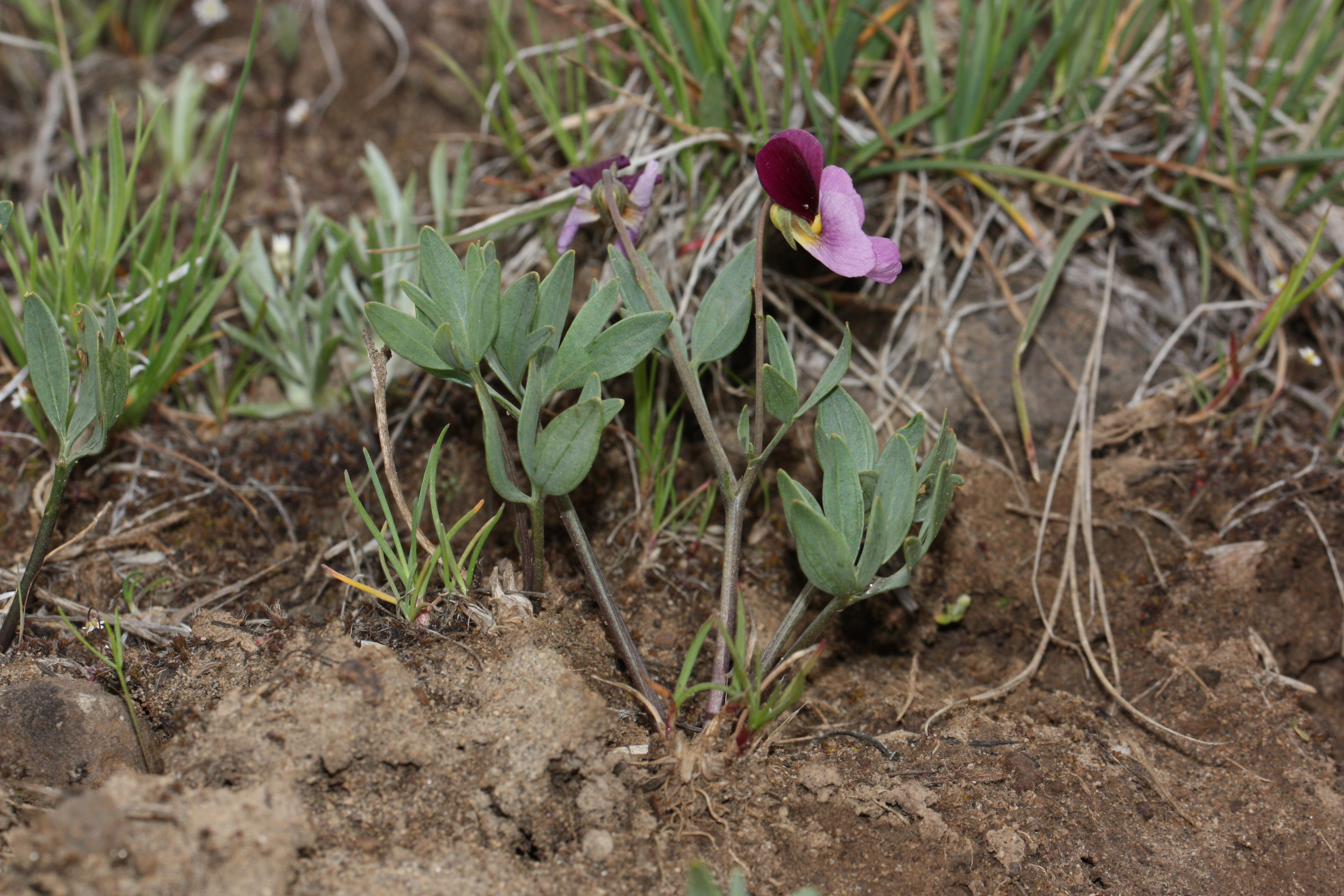